# Stewart Falls
Die Stewart Falls sind ein Wasserfall im Mount-Aspiring-Nationalpark auf der Südinsel Neuseelands. Sie liegen wenige Kilometer südlich des Haast Pass/Tioripatea im Lauf des Stewarts Creek an der Westflanke der Young Range in den Neuseeländischen Alpen, der unmittelbar hinter dem Wasserfall in nordwestlicher Fließrichtung in den Makarora River mündet. Seine Fallhöhe beträgt rund 90 Meter.
Der New Zealand State Highway 6 führt zwar am Wasserfall vorbei, doch von der Straße aus ist er aufgrund der dichten Vegetation nur erschwert einsehbar. Zugang besteht über den Makarora Valley Track.